# 格義
格義，漢傳佛教術語，是南北朝時代流行的一種佛教詮釋學，以中土思想跟典故，比擬配合，使人易於了解佛教思想的方法。相傳始於竺法雅。慣用中國傳統的儒、道觀念解說佛教義理。
汉末支谶译《道行般若经》時曾以“本无”、“自然”等概念来表达“性空”之义，三国支谦译《大明度经》之時，借用传统“得意忘言”的思想与方法，提出“由言证已，当还本无”，以此来注解“得法意，以为证”的经文。據《高僧傳》所載，此法可能由竺法雅所創，盛行於河北、關中。當時康法朗等人，都以此來教授學生。僧叡在《喻疑》中曾说：“汉末魏初，广陵、彭城二相出家，并能任持大照，寻味之贤，始有讲次，而恢之以格义，迂之以配说，下至法祖、孟祥、法行、康会之徒。”

## 限制
以格义釋佛，不免牵强之會附，其缺陷显而易见。道安曾於飛龍山與釋僧先論及格義無法彰顯佛教般若義理，遂轉而採用合本。道安实际上仍未摆脱格义，他甚至告訴弟子慧远在讲解佛经时“不废俗书”。
在道安、羅什之後，佛經譯出更多，當時佛教人士更不願以佛理來附和中國傳統，僧肇的《肇论》是在佛教的基础上对玄佛合流進行批判，标志着玄佛合流的终结。之后，玄学虽然仍有余波，但已無大发展，格義漸漸被廢棄不用。

## 外部連結
- 倪梁康：〈交互文化理解中的「格義」現象〉 （页面存档备份，存于）（1998）